# 朗奴·禾達路斯
朗奴·卡達連拿·馬田奧斯·禾達路斯（Ronald Katarina Martinus Waterreus，1970年8月25日—），荷蘭足球運動員，司職守門員。

## 球會生涯
1992年，他在洛達開始他的職業生涯。於1994年加盟PSV燕豪芬後，他迅速成為在荷蘭足球甲級聯賽最好的守門員，最終被荷蘭國家隊徵召。
經過10個賽季，他轉到曼城。在2005年，他加盟格拉斯哥流浪，取替受傷中的高斯，但他很快就成為流浪的首選門將。他還參與了2005-06歐聯，格拉斯哥流浪者史上第一次晉身淘汰賽階段。禾達路斯因為未能和球隊達成共識，在2006年6月7日離隊。
2006年12月4日，他與阿爾克馬爾簽署了一份短期合同，以取代受傷的迪杜利卡和仙奴。 2007年1月，他離開球隊，加盟紐約紅牛。
禾達路斯是2004年歐洲國家盃大軍之一，但他沒有得到任何上場時間。他總共上陣了7場國際賽。

## 連結
- 足球数据库：Ronald Waterreus的球员统计数据
- Yahoo sport profile
- 朗奴·禾達路斯 檔案及數據 Wereld van Oranje （荷兰文）